# Yuriko Takagi
Pour les articles homonymes, voir Takagi (homonymie).
Yuriko Takahito de Mikasa (三笠宮 崇仁 親王妃 百合子 殿下, Mikasa-no-miya Takahito shinnōhi Yuriko denka), née Yuriko Takagi (高木 百合子, Takagi Yuriko) le 4 juin 1923 à Tokyo et morte le 15 novembre 2024 dans la même ville, est la veuve du prince Takahito de Mikasa, fils cadet de l'empereur Taishō, frère de l'empereur Hirohito, oncle de l'empereur Akihito et grand-oncle de l'empereur Naruhito. La princesse Yuriko de Mikasa est donc membre de la famille impériale japonaise par alliance.

## Biographie

### Origines et jeunesse
Seconde fille du vicomte Masanari Takagi (ja), membre de la Chambre des pairs, elle suit sa scolarité primaire et secondaire au sein de l'école pour fille de la compagnie scolaire de l'aristocratie japonaise de Gakushūin dont elle sort en 1941.

### Mariage et famille
Dès le 29 mars 1941 (à 17 ans), son union avec le plus jeune frère de l'empereur Hirohito, le prince Takahito Mikasa, reçoit le consentement officiel. La cérémonie traditionnelle des fiançailles a lieu le 3 octobre de la même année pour un mariage le 22. De ce fait, elle reçoit le titre complet de Son Altesse impériale la Princesse impériale consort Takahito de Mikasa (三笠宮 崇仁 親王妃 殿下, Mikasa-no-miya Takahito shinnōhi denka), bien qu'elle soit plus souvent appelée « SAI la princesse impériale de Mikasa » ou de manière plus informelle la princesse Yuriko de Mikasa. Dans le même temps, elle reçoit, comme le veut la tradition, un végétal pour devenir son emblème personnel (お印, o-shirushi) : le paulownia tomenteux (桐, kiri), surnommé au Japon l'« arbre des princesses ».

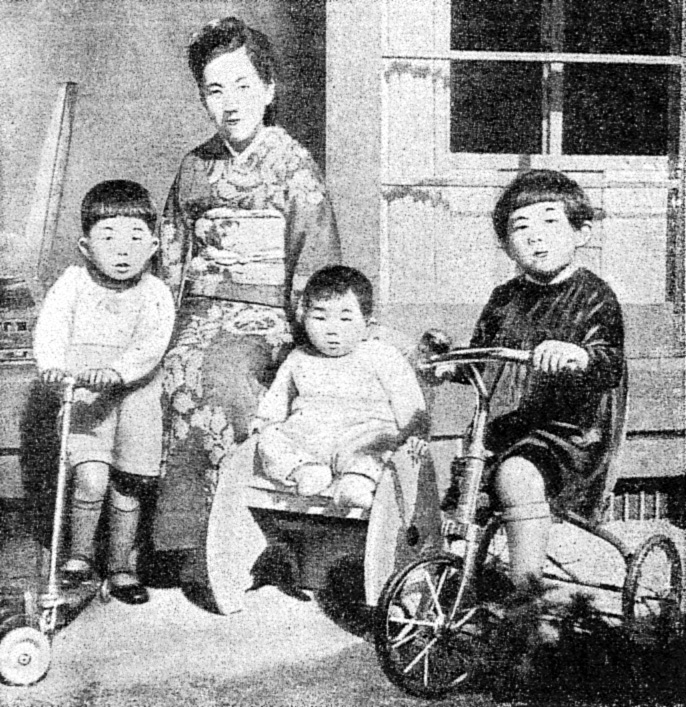
La princesse Yuriko de Mikasa et ses trois premiers enfants en 1950, avec de g. à dr. : Tomohito, Yoshihito et Yasuko

Le couple princier a eu cinq enfants, trois fils et deux filles, qui lui ont donné neuf petits-enfants (six filles et trois garçons) :
- Yasuko Konoe (近衛 甯子, Konoe Yasuko?, née le 26 avril 1944), titrée Son Altesse impériale la princesse impériale Yasuko de Mikasa (甯子 内親王 殿下, Yasuko naishinnō denka?) jusqu'à son mariage, et donc sa sortie de la famille impériale, le 16 décembre 1966 avec Tadateru Konoe (frère cadet du Premier ministre Morihiro Hosokawa, petit-fils et héritier d'un autre ancien chef du gouvernement et ancien prince de la Kazoku Fumimaro Konoe), d'où un fils :
  - Tadahiro Konoe (近衞 忠大, Konoe Tadahiro?), né le 18 juillet 1970.
- Tomohito de Mikasa (寬仁 親王 殿下, Tomohito shinnō denka?), né le 5 janvier 1946 et mort le 6 juin 2012, marié le 7 novembre 1980 à Nobuko Asō (sœur de l'ancien Premier ministre Tarō Asō), d'où deux filles :
  - Akiko de Mikasa (彬子 女王 殿下, Akiko jyoō denka?), née le 20 décembre 1980.
  - Yōko de Mikasa (瑶子 女王 殿下, Yōko jyoō denka?), née le 25 octobre 1983.
- Yoshihito de Katsura (桂宮 宜仁 親王 殿下, Katsura-no-miya Yoshihito shinnō denka?), né le 11 février 1948 et mort le 8 juin 2014, sans alliance ni enfant.
- Masako Sen (千 容子, Sen Masako?, née le 23 octobre 1951), titrée Son Altesse impériale la princesse impériale Masako de Mikasa (容子 内親王 殿下, Masako naishinnō denka?) jusqu'à son mariage, et donc sa sortie de la famille impériale, le 14 octobre 1983 avec Soshitsu Sen, 16e grand maître de l'école de cérémonie du thé Urasenke, d'où trois enfants, deux fils et une fille :
  - Akifumi Sen (千 明史, Sen Akifumi?), né le 10 novembre 1984.
  - Makiko Sen (千 万紀子, Sen Makiko?), née le 11 juillet 1987.
  - Takafumi Sen (千 敬史, Sen Takafumi?), né le 6 juillet 1990.
- Norihito de Takamado (高円宮 憲仁 親王 殿下, Takamado-no-miya Norihito shinnō denka?), né le 29 décembre 1954 et mort le 21 novembre 2002, marié le 17 septembre 1984 avec Hisako Tottori (fille de l'industriel Shigejirō Tottori), d'où trois filles :
  - Tsuguko de Takamado (承子 女王 殿下, Tsuguko jyoō denka?), née le 8 mars 1986.
  - Noriko Senge (千家 典子, Senge Noriko?), née le 22 juillet 1988.
  - Ayako Moriya (守谷 絢子,  Moriya Ayako?), née le 15 septembre 1990.

### Obligations officielles et fonctions honorifiques
En 1948, elle prend la présidence de la Fondation impériale de don Boshi-Aiiku-kai qui s'occupe tout particulière de soutien à la maternité en aidant à assurer la santé et le bien-être des mères et enfants. Elle est de plus, comme toutes les autres princesses impériales, vice-présidente d'honneur de la Croix-Rouge japonaise.
Très impliquée également dans les œuvres visant à entretenir la culture et les traditions japonaises (elle a ainsi été présidente d'honneur d'une association de préservation du temple bouddhiste féminin Chūgū-ji à Nara), elle a été l'une des deux personnalités cooptées par les membres de la famille impériale pour les représenter au sein du Conseil de la maison impériale (organisme présidé par le Premier ministre chargé essentiellement de gérer les affaires matrimoniales de la famille régnante et la politique successorale), aux côtés de son époux, de 1991 à 2007 (elle avait alors remplacé le prince de Hitachi qui lui-même avait pris l'intérim en 1989 de son frère Akihito qui avait dû abandonner son poste à la suite de son accession au trône). Elle reste aujourd'hui membre de réserve de ce conseil, dans l'éventualité de remplacer le prince de Hitachi, depuis le 16 septembre 2007, fonction qu'elle avait déjà occupée de 1963 à 1967 comme suppléante de son beau-frère, le prince Nobuhito Takamatsu. Quoi qu'il en soit, elle a participé aux débats au sein de cette institution qui ont porté sur l'acceptation du mariage en 1993 du prince héritier Naruhito avec la diplomate Masako Owada.

### Aides dans les recherches de son époux
La princesse a accompagné son époux, devenu après la Seconde Guerre mondiale archéologue et orientaliste spécialisé dans les civilisations du Moyen-Orient, dans ses déplacements sur le terrain. Elle l'a ainsi aidé à collecter des données sous la forme de films ou diapositives destinés à ses conférences.

### Mort
La princesse meurt le 15 novembre 2024 à l'âge de 101 ans dans l'hôpital international Saint Luke's, à Tokyo. Elle était alors la dernière membre de la famille impériale à être née sous l'ère Taishō.